# ヨエイ・コニンフス
ヨエイ・コニンフス（ジョーイ・コーニングス、Joey Konings、1998年4月21日 - ）は、オランダ・シャイク出身のサッカー選手。FCデン・ボス所属。ポジションはFW。

## 経歴
2015年9月18日、スパルタ・ロッテルダムとのリーグ戦にて後半20分ムサ・サノとの交代でヨングPSVでのプロデビューを果たした。
2020年5月13日、デ・フラーフスハップに2年契約で加入した。
2022年6月23日、FCデン・ボスに2年契約で移籍した。